# Trophée EFE
Le Trophée EFE est un titre récompensant le meilleur joueur Ibérique ou ibéro-américain, remis par l'agence de presse EFE depuis 1991.
Le trophée a été décerné 32 fois, plus deux mentions spéciales lors de la saison 1999-2000 à l'argentin Fernando Redondo, nommé meilleur joueur de la décennie 1990, et lors de la saison 2016-2017 au Real Madrid, désigné meilleur club d'Ibéroamérique. 
Le dernier vainqueur est Vinícius Júnior.

## Vainqueurs du Trophée EFE
| Edition | Saison        | Joueur                | Nationalité     | Équipe                              |
| ------- | ------------- | --------------------- | --------------- | ----------------------------------- |
| 1re     | 1990-91       | Rommel Fernández      | Panama          | CD Tenerife                         |
| 2e      | 1991-92       | José Zalazar          | Uruguay         | Albacete Balompié                   |
| 3e      | 1992-93       | Iván Zamorano         | Chili           | Real Madrid                         |
| 4e      | 1993-94       | Romário               | Brésil          | FC Barcelone                        |
| 5e      | 1994-95       | Iván Zamorano (2)     | Chili           | Real Madrid (2)                     |
| 6e      | 1995-96       | Diego Simeone         | Argentine       | Atlético Madrid                     |
| 7e      | 1996-97       | Ronaldo               | Brésil          | FC Barcelone (2)                    |
| 8e      | 1997-98       | Roberto Carlos        | Brésil          | Real Madrid (3)                     |
| 9e      | 1998-99       | Rivaldo               | Brésil          | FC Barcelone (3)                    |
| 10e     | 1999-00       | Martín Herrera        | Argentine       | Deportivo Alavés                    |
| -       | Décennie 1990 | Fernando Redondo      | Argentine       | CD Tenerife (2) / Real Madrid (4)   |
| 11e     | 2000-01       | Roberto Acuña         | Paraguay        | Real Saragosse                      |
| 12e     | 2001-02       | Javier Saviola        | Argentine       | FC Barcelone (4)                    |
| 13e     | 2002-03       | Ronaldo (2)           | Brésil          | Real Madrid (5)                     |
| 14e     | 2003-04       | Ronaldinho            | Brésil          | FC Barcelone (5)                    |
| 15e     | 2004-05       | Diego Forlán          | Uruguay         | Villarreal CF                       |
| 16e     | 2005-06       | Pablo Aimar           | Argentine       | Valence CF                          |
| 17e     | 2006-07       | Lionel Messi          | Argentine       | FC Barcelone (6)                    |
| 18e     | 2007-08       | Sergio Agüero         | Argentine       | Atlético Madrid (2)                 |
| 19e     | 2008-09       | Lionel Messi (2)      | Argentine       | FC Barcelone (7)                    |
| 20e     | 2009-10       | Lionel Messi (3)      | Argentine       | FC Barcelone (8)                    |
| 21e     | 2010-11       | Lionel Messi (4)      | Argentine       | FC Barcelone (9)                    |
| 22e     | 2011-12       | Lionel Messi (5)      | Argentine       | FC Barcelone (10)                   |
| 23e     | 2012-13       | Cristiano Ronaldo     | Portugal        | Real Madrid (6)                     |
| 24e     | 2013-14       | Diego Costa           | Espagne         | Atlético Madrid (3)                 |
| 25e     | 2014-15       | Luis Suárez           | Uruguay         | FC Barcelone (11)                   |
| 26e     | 2015-16       | Keylor Navas          | Costa Rica      | Real Madrid (7)                     |
| 27e     | 2016-17       | Real Madrid           | Espagne         | Real Madrid (8)                     |
| 28e     | 2017-18       | Edinson Cavani        | Uruguay         | Paris Saint-Germain                 |
| -       | 2018-19       | Pas de prix           | Pas de prix     | Pas de prix                         |
| 29e     | 2019-20       | Casemiro Leicy Santos | Brésil Colombie | Real Madrid (9) Atlético Madrid (4) |
| 30e     | 2020-21       | Luis Suárez (2)       | Uruguay         | Atlético Madrid (5)                 |
| 31e     | 2021-22       | Vinícius Júnior       | Brésil          | Real Madrid (10)                    |
| 32e     | 2022-23       | Vinícius Júnior (2)   | Brésil          | Real Madrid (11)                    |
| 33e     | 2023-24       | Vinícius Júnior (3)   | Brésil          | Real Madrid (12)                    |

## Palmarès par joueur
| Pos. | Joueurs         | Titres |
| ---- | --------------- | ------ |
| 1    | Lionel Messi    | 5      |
| 2    | Vinícius Júnior | 3      |
| 3    | Ronaldo         | 2      |
| 3    | Luis Suárez     | 2      |
| 3    | Iván Zamorano   | 2      |

## Palmarès par équipe
| Pos. | Équipes         | Titres |
| ---- | --------------- | ------ |
| 1    | Real Madrid     | 12     |
| 2    | FC Barcelone    | 11     |
| 3    | Atlético Madrid | 5      |
| 4    | CD Tenerife     | 2      |